# سيلفرتشير
سيلفرتشير (بالإنجليزية Silverchair، وتعني حرفيا كرسي فضي) هي فرقة روك أسترالية تأسست في 1992 م باسم إنوسنت كريمنالز (بالإنجليزية «Innocent Criminals» وتعني المجرمون البريئون) في مرويذر من مقاطعة نيوكاستل. وتكونت الفرقة عند تأسيسها من بن غيلز على الطبل ودانيل جونز كمغني وعازف غيتار وكريس جونو على غيتار البيس. ذاع صيت الفرقة في منتصف عام 1994 م عندما فازت في مسابقة وطنية نظمها برنامج نوماد من تلفزيون أس بي أس ومحطة تربل جي الإذاعية. وقعت الفرقة بعدها على عقد مع شركة مرمر («Murmur») للتسجيلات حيث لاقت نجاحا على المسارح الأسترالية والدولية.

## وصلات خارجية
- سيلفرتشير على موقع IMDb (الإنجليزية)
- سيلفرتشير على موقع ميوزك برينز (الإنجليزية)
- سيلفرتشير على موقع رولينغ ستون (الإنجليزية)
- سيلفرتشير على موقع أول ميوزيك (الإنجليزية)
- سيلفرتشير على موقع ديسكوغز (الإنجليزية)